# NK Slavonac Bukovlje
NK Slavonac Bukovlje je nogometni klub iz Bukovlja, osnovan 1980.
U sezoni 2020./21. se natječe u 3. HNL – Istok.

## Povijest
Po turnirima u Hrvatskoj i Bosni i Hercegovini djelovali su pod imenom Croatia, no tada je bilo službeno zabranjeno korištenje tog imena. Uz Nk Slavonac djeluje i "Nogometna akademija Slavonac Bukovlje", prva škola nogometa takvog tipa u Brodsko-posavskoj županiji s vlasnikom i trenerom Darkom Štefanovićem. 2010. godine Nk Slavonac slavi 30 godina kluba, te 20. ožujka organizira tradicionalnu noć slavonca.
Danas se NK Slavonac natječe u 3. HNL – Istok, nakon što je u sezoni 2019./2020. osvojio Međužupanijsku ligu Brod / Požega. U klubu djeluje i ekipa veterana koja se natječe u svojoj ligi. Juniori Slavonca su ponovno aktivirani 2008./2009. godine kada su kao doprvaci podijelili 1. mjesto te osigurali mjesto na "završnom turniru juniora", koji se održavao u Bukovlju gdje su osvojili 3. mjesto. 